# دنیس بوهرر
دنیس بوهرر (انگلیسی: Dennis Bührer؛ زادهٔ ۱۳ مارس ۱۹۸۳) بازیکن فوتبال اهل آلمان است.
از باشگاه‌هایی که در آن بازی کرده‌است می‌توان به باشگاه فوتبال دینامو درسدن، اشپورت فقاند زیگن، باشگاه فوتبال فرایبورگ، و باشگاه فوتبال روت‌وایس اسن اشاره کرد.
وی همچنین در تیم ملی فوتبال زیر ۲۰ سال آلمان بازی کرده‌است.